# Bataille d'Amorgos (322 av. J-C)
Guerre lamiaque
Batailles
siège de Lamia ; bataille d'Amorgos ; bataille des Échinades ; bataille de Mélité (en) ; bataille de Crannon
La bataille d’Amorgos est une bataille navale qui s'est déroulée au large d'Amorgos à l'été 322 av. J.-C. durant la guerre lamiaque (323-322). Elle oppose les forces navales du royaume de Macédoine, dirigées par Cleitos, à celles d'Athènes, dirigées par Éution. Cette bataille, qui n'est pas décrite en détail par les sources, voit la défaite des Athéniens, permettant aux Macédoniens de débarrasser de la menace grecque en mer Égée.

## Contexte historique
Après la mort d'Alexandre le Grand en juin 323 av. J.-C., une coalition de Grecs se met en place afin de sortir de la tutelle macédonienne. Les cités grecques n'ont jamais pleinement accepté l'idée de domination macédonienne et se sont pliées aux exigences des Argéades notamment à cause de la peur inspirée par la répression de Thèbes. De plus le décret émis par Alexandre sur le retour des exilés de 324 n'a rien arrangé, car il oblige les cités à recevoir tous les exilés en rétablissant leur citoyenneté et leurs biens, ce qui est une violation de l'autonomie des cités.
Athènes joue un grand rôle dans la formation de la coalition contre les Macédoniens. La cité est loin de posséder sa puissance d'antan mais elle compte bien retrouver son indépendance. Dans les années 330-325, elle tente de reconstituer sa puissance militaire. Malgré sa soumission à la Macédoine, la cité possède encore 400 trières, mais une bonne partie n'est pas capable de prendre la mer, d’une part à cause des bâtiments en cale sèche et d'autre part à cause d'un manque de financements. En 324, la flotte athénienne est composée de 200 navires en état de combattre dont 43 tétréres (quadrirèmes) et le reste de trières.
Les coalisés ont d'abord battu les Béotiens pro-macédoniens puis le régent Antipater, le forçant à se replier dans Lamia et à subir un long siège. Antipater est finalement secouru par Léonnatos et Cratère, appelés à l'aide alors qu'ils sont en Asie.

## Déroulement
Dans le même temps, une campagne navale est menée pour le contrôle de la mer Égée. Les Athéniens, commandés par Éution, essayent de stopper les forces macédoniennes, commandés par Cleitos, au large de  l'Hellespont. La flotte athénienne est d’abord victorieuse mais fin 323, une flotte de 240 navires macédoniens repousse la flotte athénienne à Abydos.
La flotte athénienne est alors divisée en deux groupes : le premier a été chassé d’Abydos par Cleitos et le second groupe doit surveiller la flotte d’Antipater. Après l’échec sur l'Hellespont, la flotte athénienne se regroupe avec le reste des unités restées en Grèce, pendant que les flottes d’Antipater et Cleitos font leur jonction. Désormais la flotte macédonienne est en supériorité numérique, car malgré ses efforts, la marine athénienne ne compte plus que 170 navires face aux 240 navires macédoniens. Pour en finir, les deux flottes se retrouvent à Amorgos, au sud-ouest de Samos, à l’été 322. Il n’existe pas de récit de la bataille. Cleitos sort vainqueur en écrasant les forces athéniennes.

## Conséquences
Après la bataille d'Amorgos, il semble qu'un autre affrontement a eu lieu près des îles Echinades durant lequel Cleitos aurait détruit le reste de la flotte athénienne, mais les détails ne sont pas connus. La bataille d'Amorgos signe la fin du contrôle grec en mer Egée. Désormais les renforts conduits par Cratère peuvent atteindre la Grèce continentale et venir en aide à Antipater. Les Grecs coalisés sont finalement vaincus à la bataille de Crannon, mettant fin à la guerre lamiaque.
La bataille d'Amorgos est proposée comme l'une batailles navales possibles, avec notamment la bataille de Salamine de Chypre (306), la bataille de Cos (vers 262) et la bataille de Chios (201), comme prétexte à l'érection de la Victoire de Samothrace,.

## Sources antiques
- Diodore de Sicile, Bibliothèque historique [détail des éditions] [lire en ligne], XVIII, 15.